# Joshua Lawrence Chamberlain

Joshua Lawrence Chamberlain

Joshua Lawrence Chamberlain (* 8. September 1828 in Brewer, Penobscot County, Maine; † 24. Februar 1914 in Portland, Maine) war General des US-Heeres während des Bürgerkrieges und Politiker. Er wurde besonders als Kommandeur des 20. Maine-Infanterieregiments in der Schlacht von Gettysburg berühmt. Nach dem Krieg wurde er viermal hintereinander für jeweils ein Jahr zum Gouverneur seines Heimatstaates Maine gewählt und führte als Kommandeur dessen Miliz.

## Leben

### Kindheit und Jugend
Joshua Lawrence Chamberlain wurde als erstes von fünf Kindern Joshua Chamberlains Jr. und Sarah Dupee Brastow Chamberlains geboren. Sein ursprünglicher Name war Lawrence Joshua Chamberlain, benannt nach Commodore James Lawrence, der durch den Krieg von 1812 bekannt geworden war. Chamberlain änderte seinen Namen später jedoch in Joshua Lawrence.
Die Familie hatte eine große militärische Tradition: Chamberlains Urgroßväter hatten im Franzosen- und Indianerkrieg sowie im Unabhängigkeitskrieg gekämpft, sein Großvater Joshua Chamberlain Sr. hatte es im Krieg von 1812 zum Oberst der Miliz gebracht. Diesen Dienstgrad bekleidete auch Joshuas Vater.
Joshua Lawrence Chamberlain lebte in unmittelbarer Nachbarschaft der Schriftstellerin Harriet Beecher Stowe. Schon in seiner Jugend war er bei ihr zu Gast und hörte sie später bei Besuchen aus ihrem Werk Onkel Toms Hütte lesen. Dies brachte ihn bereits früh mit abolitionistischem Gedankengut in Berührung.
Nachdem Chamberlain die Major Whitings Military and Classical School in Ellsworth besucht hatte, beabsichtigte sein Vater, ihn auf die US-Militärakademie nach West Point, New York zu schicken. Seine tiefreligiöse Mutter wollte ihn gerne als Pastor oder Missionar sehen.
Nach seinem 18. Geburtstag studierte er erfolgreich klassische Literatur, Griechisch und Latein, um eine Aufnahme auf dem Bowdoin College in Brunswick zu erreichen. Chamberlain trat 1848 dort ein und zeigte sein Sprachentalent, unter anderem für Griechisch, Latein, Französisch, Deutsch, Spanisch, Hebräisch und Arabisch.
Als Student besuchte er die First Parish Church in Brunswick. Dort wurde er Chorleiter und lernte seine spätere Frau, Frances Caroline Adams, kennen, die Adoptivtochter des Pastors George E. Adams. Sie heirateten 1855. Chamberlain bezeichnete sie später einmal als „den ständigen Mittelpunkt jedes seiner Träume und die Seele jedes seiner Gedanken“.

### Professor in Bowdoin
Chamberlain besuchte das Theologische Seminar in Bangor ab 1852. Während dieser Zeit verdiente er sich nebenbei Geld, indem er Deutsch unterrichtete und die Orgel in seiner Heimatkirche spielte. Chamberlain graduierte im Sommer 1855 und lehnte im Folgenden mehrere Angebote ab, als Pastor einer Gemeinde zu arbeiten. Er nahm stattdessen die Einladung des Bowdoin College an, als Lehrer für Logik und Theologie zu wirken. Die Hochschule ernannte Chamberlain 1856 zum Professor für Rhetorik und Rede und später zum Professor für moderne Sprachen Europas. Im Oktober desselben Jahres kam sein erstes Kind Grace Dupee, genannt Daisy, zur Welt. 1858 brachte „Fanny“ Chamberlain den Sohn Harold Wyllys zur Welt.

### Im Bürgerkrieg
Chamberlain wurde als Professor für moderne Sprachen Europas 1861 ein zweijähriger Aufenthalt zu Studien in Europa angeboten. Er ließ sich von seinen Pflichten am College freistellen, ging aber nicht nach Europa. Chamberlain verzichtete auf diese Reise, weil kurz zuvor mit dem Angriff auf Fort Sumter der Bürgerkrieg ausgebrochen war. Für Chamberlain stellte dies, wie er später schrieb, eine Beleidigung für die Flagge der Vereinigten Staaten und eine Verachtung der „Ehre und Autorität der Union“ dar. Weiter schrieb er:
„Die Vollständigkeit und Existenz des Volkes der Vereinigten Staaten sind in offenem und bitteren Krieg angegriffen worden.“
Stattdessen bot er seine Dienste dem Gouverneur von Maine, Israel Washburn, an. Er schrieb ihm, die Männer des Nordens müssten
„die teuersten persönlichen Interessen opfern, um unser Land vor der Verwüstung zu bewahren und die nationale Existenz gegen Verrat zu Hause und Missgunst im Ausland zu verteidigen. Dieser Krieg muss mit einer raschen, starken Hand beendet werden, und jeder Mann sollte vortreten und darum bitten, an den ihm angemessenen Platz gestellt zu werden.“
Chamberlain wurde am 8. August 1862 zum stellvertretenden Kommandeur des neu aufgestellten 20. Maine Infanterieregiment ernannt, das von Oberst Adelbert Ames geführt wurde. Das neue Regiment wurde im Camp Mason in Portland ausgebildet. Auch Chamberlains Bruder, Thomas Davee, war als Sergeant Angehöriger des Regiments. Das Regiment wurde nach der Ausbildung der 3. Brigade der 1. Division des V. Korps der Potomac-Armee in Virginia unterstellt. An der Schlacht am Antietam nahm es nicht aktiv teil, in der Verfolgung der ausweichenden Nord-Virginia-Armee nahm es an einigen Gefechten teil. Das 20. Maine wurde mit Chamberlain während der Schlacht von Fredericksburg in den heftigsten Kampfhandlungen beim Angriff auf die Marye’s Heights eingesetzt und erlitt schwere Verluste.
Am 27. August 1862 wurde Chamberlain ein Mitglied im Bund der Freimaurer (Loge United Lodge #8 in Brunswick).

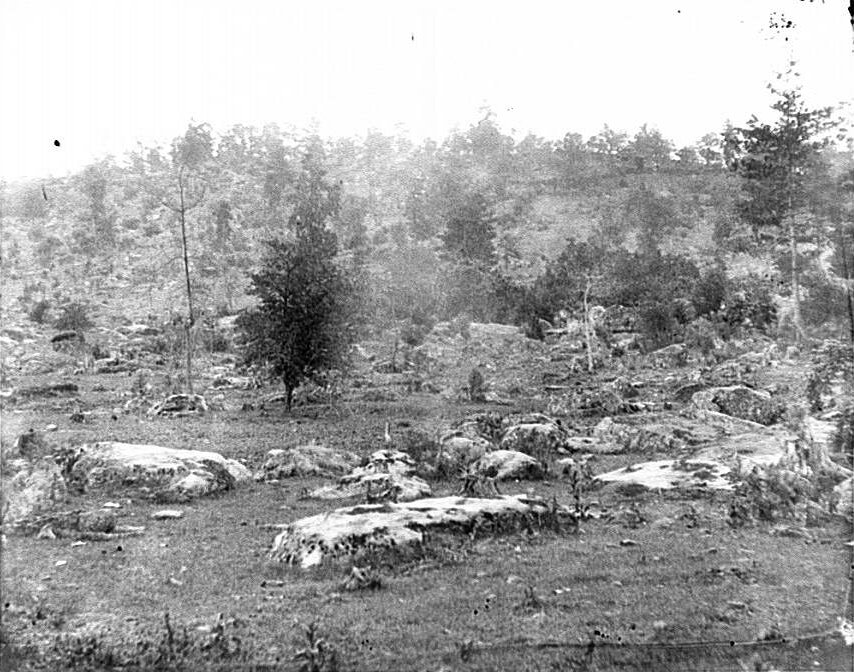
Little Round Top bei Gettysburg (Fotografie von Timothy H. O’Sullivan, 1863)

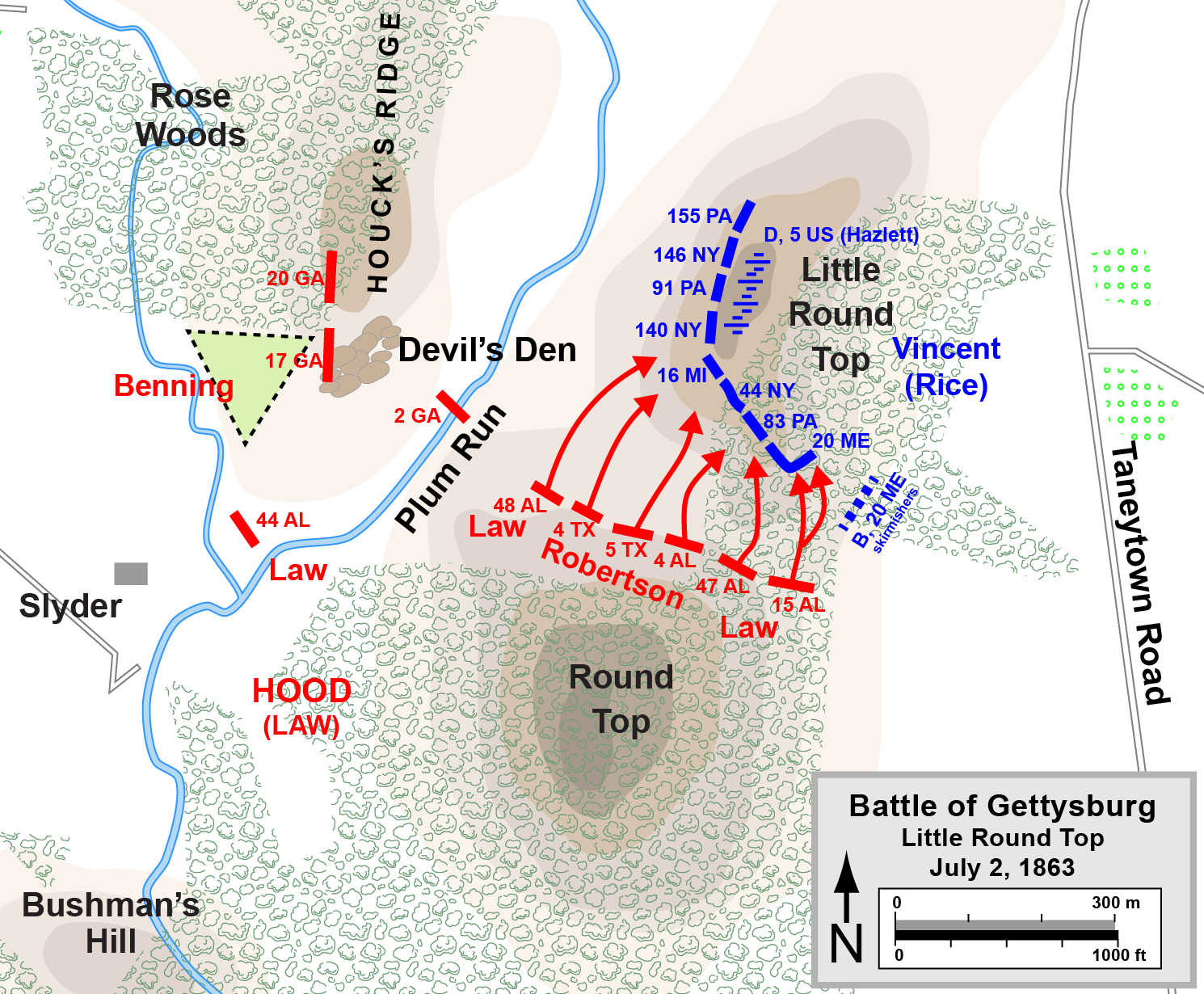
Der Angriff der Konföderierten (rot) auf die äußerste linke Flanke der Union (blau) am Little Round Top am 2. Tag der Schlacht von Gettysburg

An der Schlacht bei Chancellorsville nahm das Regiment wieder nicht aktiv teil. Der Regimentskommandeur Oberst Ames wurde zum Brigadegeneral befördert und übernahm eine Brigade und Chamberlain, nun Oberst, erhielt das Kommando über das 20. Maine. Er führte es in die Schlacht von Gettysburg und hatte dort seine größte Stunde als Verteidiger des Little Round Top, einer taktisch sehr bedeutenden und daher hart umkämpften Erhebung auf dem Schlachtfeld. Als seinen Männern die Munition ausging, befahl er einen von ihm persönlich angeführten Bajonettangriff auf die bergauf vorrückenden Feinde, und so gelang es ihm, das sein Regiment angreifende 15. Alabama Infanterieregiment abzuwehren und den Hügel zu behaupten. Während dieses Kampfes wurde Chamberlain zweimal verwundet.
Chamberlain erhielt im August 1863 das Kommando über die 3. Brigade der 1. Division des V. Korps. Krankheitsbedingt musste er im Winter seine Truppen verlassen und konnte erst im Mai 1864 zur Schlacht bei Spotsylvania wieder zu ihnen stoßen. Er führte seine Brigade im Kampf bei Bethesda Church und übernahm anschließend, nach Reorganisation des V. Korps, das Kommando über die 1. Brigade der 1. Division. Die Brigade bestand aus sechs Regimentern aus Pennsylvania.
Chamberlains Brigade hielt während der Belagerung von Petersburg am 18. Juni 1864 eine Position vor der Hauptlinie der Unionsarmee bei Rives Salient. Die Brigade sollte von dort aus eine befestigte konföderierte Stellung angreifen. Während des Angriffs wurde Chamberlain von einer Kugel getroffen und brach zusammen. Die Ärzte glaubten, er würde die Verwundung nicht überleben. Als Generalleutnant Ulysses S. Grant, der Oberbefehlshaber der US-Streitkräfte, davon erfuhr, beförderte er den vermeintlich Sterbenden zum Brigadegeneral. Chamberlain erholte sich jedoch wider Erwarten und konnte das Kommando über die Brigade später wieder übernehmen. Er führte sie zu Pferde am 29. März 1865 gegen konföderierte Stellungen an der Quaker Road, wo er wiederum auf seinem Pferd verwundet wurde. Weil Chamberlain die Brigade trotz der Verwundung weiter führte, wurde er für diese Leistung zum Brevet-Generalmajor ernannt.
Chamberlain wurde dazu ausgewählt, die formelle Kapitulation der konföderierten Nord-Virginia-Armee entgegenzunehmen. Als er die Übergabeformation vor den zur Kapitulation herannahenden konföderierten Truppen unter dem Kommando von General John Brown Gordon zur Respektbezeugung das Gewehr präsentieren ließ, wurde ihm große Anerkennung zuteil. Dies brachte ihm im Norden auch viel Kritik ein, Gordon jedoch nannte ihn später einen der „ritterlichsten Soldaten in der ganzen Unionsarmee“. Während der Siegesparade der Unionsarmeen in Washington kommandierte er die 1. Division des V. Korps.
Chamberlain nahm während des Bürgerkrieges an 24 Schlachten und Gefechten teil und wurde dabei sechsmal verwundet, fünfmal wurde sein Pferd unter ihm weggeschossen. Die Soldaten unter seinem Kommando erbeuteten in diesen Gefechten acht Fahnen und nahmen 2700 Gegner gefangen. Chamberlain verlor während all der Zeit im Felde nie die emotionale Bindung zu seiner Familie. Dies kam in zahlreichen Briefen zum Ausdruck, in denen er sich darüber beklagt, nicht bei seiner Frau und seinen Kindern sein zu können.

### Nach dem Bürgerkrieg
Chamberlain erhielt nach dem Krieg das Angebot, weiterhin als Offizier in der US-Armee zu dienen, das er allerdings nicht annahm. Stattdessen nahm er seine Lehrtätigkeit als Professor am Bowdoin College wieder auf und hielt Reden und Vorträge über seine Kriegserlebnisse. 1866 wurde er mit sehr großer Mehrheit als Kandidat der Republikaner zum Gouverneur von Maine (1867–1871) gewählt; er setzte sich mit 62,2 Prozent der Stimmen gegen den Demokraten Eben F. Pillsbury (37,5 Prozent) durch. Der Staat Maine bezahlte während Chamberlains Regierungszeit einen großen Teil seiner Schulden zurück. Chamberlain setzte sich außerdem für die Vergrößerung und Verbesserung der „Irrenanstalten“ (für die es nach dem Bürgerkrieg mehr Bedarf gab) ein und legte mit dem College of Agriculture and Mechanic Arts den Grundstein für die University of Maine. Das Amt frustrierte Chamberlain jedoch zusehends. Er machte sich, beispielsweise durch seine Opposition gegen das Amtsenthebungsverfahren gegen US-Präsident Andrew Johnson, in der eigenen Partei Feinde. Die politische Karriere beeinträchtigte außerdem auch seine Ehe, da seine Frau Fanny das ruhigere Leben als Ehefrau eines Professors in Bowdoin bevorzugte. Das Amt enttäuschte Chamberlain sogar so sehr, dass er seine Dienste dem preußischen König Wilhelm I. in einem Brief anbot.
Chamberlain kehrte schließlich wieder zu seinem Leben als Akademiker zurück: Nach dem Ende seiner letzten Amtszeit als Gouverneur – die Bestätigung war ihm dreimal mit jeweils sicherer Mehrheit gelungen – wurde er 1871 einstimmig zum Präsidenten des Bowdoin College gewählt. Präsident Rutherford B. Hayes ernannte Chamberlain sieben Jahre später zusätzlich zum Commissioner of Education for the Universal Exposition für die Weltausstellung in Paris. Deshalb verbrachte Chamberlain fünf Monate in Europa. Während dieser Zeit verfasste er einen 165-seitigen Bericht für die US-Regierung, in dem er sich positiv über die europäischen Bildungssysteme äußerte. Vor allem für das französische war er voller Lob, wofür er eine Auszeichnung von der französischen Regierung erhielt.

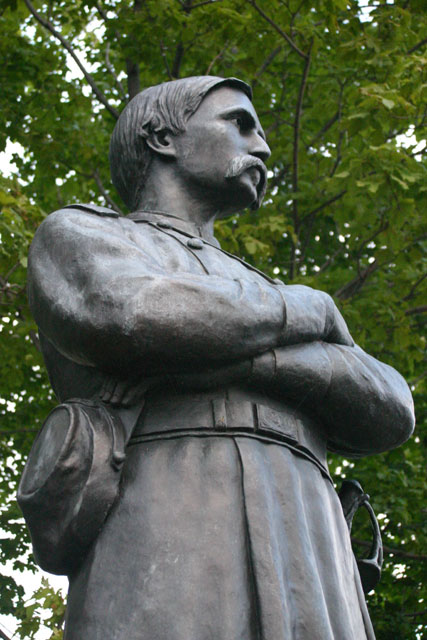
Statue von Chamberlain im Chamberlain Freedom Park in Brewer

1876 wurde Chamberlain zum Generalmajor der Miliz ernannt. Bei der Gouverneurswahl drei Jahre später kam es zu heftigen Auseinandersetzungen in Maine. Keiner der drei Kandidaten konnte eine Mehrheit erringen, wodurch die Entscheidung dem Parlament zufiel. Dieses war erst zuvor neu gewählt worden und hatte eine republikanische Mehrheit. Die Kandidaten der Greenback Party und der Demokraten warfen den Republikanern jedoch Betrug vor und verlangten eine Neuauszählung der Stimmen der Parlamentswahl, welche die Mehrheitsverhältnisse zuungunsten der Republikaner änderte. Nach weiteren Streitereien wurde die Entscheidungsfindung dem Obersten Gerichtshof von Maine übertragen. Zu diesem Zeitpunkt stand der Bundesstaat kurz vor einem Bürgerkrieg, denn bewaffnete Gruppen machten sich auf den Weg in die Staatshauptstadt Augusta, um ihre Kandidaten mit Gewalt durchzusetzen.
Am 5. Januar 1880 mobilisierte der amtierende Gouverneur Alonzo Garcelon die Miliz. Dadurch fiel es Chamberlain zu, für Ordnung zu sorgen, bis der Gerichtshof eine Entscheidung treffen würde. Chamberlain ließ die Miliz zwar mobilisieren, beorderte sie aber nicht nach Augusta. Stattdessen versuchte er mithilfe der lokalen Polizei, den Konflikt friedlich zu lösen. Es gelang ihm schließlich, die aufgebrachte Stimmung zu beruhigen, und der Oberste Gerichtshof entschied die Wahl. Der republikanische Kandidat Daniel Davis wurde zum Gouverneur gewählt und konnte sein Amt antreten.
1893 erhielt er die Medal of Honor für die Verteidigung des Little Round Top. In der Laudatio hieß es „für tapfersten Heldenmut und großartige Entschlossenheit in der Verteidigung der Stellung auf dem Little Round Top gegen wiederholte Angriffe und der Unterstützung der Stellung auf dem Great Round Top“. In den folgenden Jahren wirkte Chamberlain als Präsident mehrerer Gesellschaften, unter anderem einer Eisenbahngesellschaft in New Jersey. Er plante, eine Geschichte des V. Korps zu schreiben, fand jedoch keine Zeit dazu, und 1896 erschien ein anderes Buch zu demselben Thema. Später wurde er als Inspektor des Hafens von Portland eingesetzt und ließ sich dort nieder. Außerdem engagierte er sich in der Grand Army of the Republic, einer Veteranenorganisation der Union. Er besuchte noch viele Male das alte Schlachtfeld von Gettysburg und trat bei Veteranentreffen als Redner in Erscheinung.
Seine Frau Fanny verstarb am 18. Oktober 1905, was er nie verschmerzen konnte. Chamberlain widmete sich in seinen letzten Lebensjahren verstärkt seinen Erinnerungen an die Zeit des Bürgerkrieges. Er schrieb 1912 für das Cosmopolitan Magazine einen Artikel My story of Fredericksburg, im Hearst’s Magazine erschien 1913 Through Blood and Fire at Gettysburg. Ferner plante er auch eine Erzählung über die Schlacht von Gettysburg. 1913 wurde er zum Organisator des 50. Jahrestages der Schlacht von Gettysburg ernannt, konnte an dem Treffen aber krankheitsbedingt nicht teilnehmen.
Joshua Lawrence Chamberlain starb am 24. Februar 1914 in Portland. Erst nach seinem Tod erschien 1915 The Passing of Armies, Chamberlains Schilderung des Appomattox-Feldzuges. Er ist auf dem Pine Grove Cemetery in Brunswick beerdigt.

## Chamberlain in Literatur und Film
Joshua Lawrence Chamberlain wird in mehreren literarischen Werken und Filmen dargestellt. Neben seinen Selbstzeugnissen Through Blood and Fire at Gettysburg und The Passing of the Armies ist er Gegenstand einiger Biographien; persönliche Briefe und Aufzeichnungen aus der Kriegszeit wurden gesammelt und herausgegeben, ebenso einige seiner bekanntesten Zitate. Auch in bekannten fiktionalen Texten und Romanverfilmungen über den Bürgerkrieg spielt Chamberlain eine wichtige Rolle. So ist er eine der Hauptpersonen in dem auf Michael Shaaras (mit dem Pulitzer-Preis ausgezeichneten) Roman The Killer Angels basierenden Film Gettysburg. Hierbei wird er als charismatischer Führer seines Regiments dargestellt. Es gelingt ihm durch eine mitreißende und ergreifende Rede, selbst 117 Meuterer davon zu überzeugen, in der Schlacht zu kämpfen. Er, der Rhetorikprofessor, sorgt sich um seine Männer und wird von ihnen geachtet. Sein gutes Verhältnis zu Master Sergeant Buster Kilrain, dem Führer der Unteroffiziere seines Regiments, verdeutlicht diese fast väterlich gezeichnete Beziehung Chamberlains zu seinen Untergebenen. Gleichzeitig wird auch Chamberlains akademischer Hintergrund dargestellt: In einem Dialog mit Sergeant Kilrain über die Sklaverei zitiert er einen Monolog aus William Shakespeares Hamlet, What a piece of worke is a man!
Chamberlains Charakterisierung im Film Gods and Generals, basierend auf dem gleichnamigen Roman von Jeff Shaara, ist ähnlich derjenigen in The Killer Angels bzw. „Gettysburg“: Er wird als gebildeter Professor beschrieben, der seine Pflicht in der Verteidigung der Interessen seines Landes sieht. In beiden Romanverfilmungen wird er von dem Schauspieler Jeff Daniels verkörpert. Beim Abschied von seiner Frau wird ein Gedicht über den englischen Bürgerkrieg zitiert, auf den Höhen vor Fredericksburg werden ihm Worte aus dem Epos über den römischen Bürgerkrieg, Pharsalia, von Marcus Annaeus Lucanus in den Mund gelegt. Analog zur Überschreitung des Rappahannock durch die Unionsarmee schildert das Zitat, wie Caesar den Rubikon überschreitet. Diese Worte zeichnen Chamberlain als hochgebildeten Professor. Er scheint abgehoben und weltfremd, was aber durch verschiedene Szenen während der Schlacht relativiert wird: Chamberlain nimmt dabei zum Beispiel einen nach seiner Mutter rufenden und weinenden Soldaten in die Arme und tröstet ihn und wird dadurch wieder eher väterlich und fürsorglich dargestellt.
Auch in dem Buch Last Full Measure von Jeff Shaara ist Chamberlain eine der Hauptrollen. Das Buch handelt von den letzten beiden Kriegsjahren und porträtiert unter anderem Chamberlains Aufstieg vom Regiments- zum Divisionskommandeur und seine Beteiligung an den Schlachten um Petersburg und bei Five Forks.

## Zitate von Joshua Lawrence Chamberlain

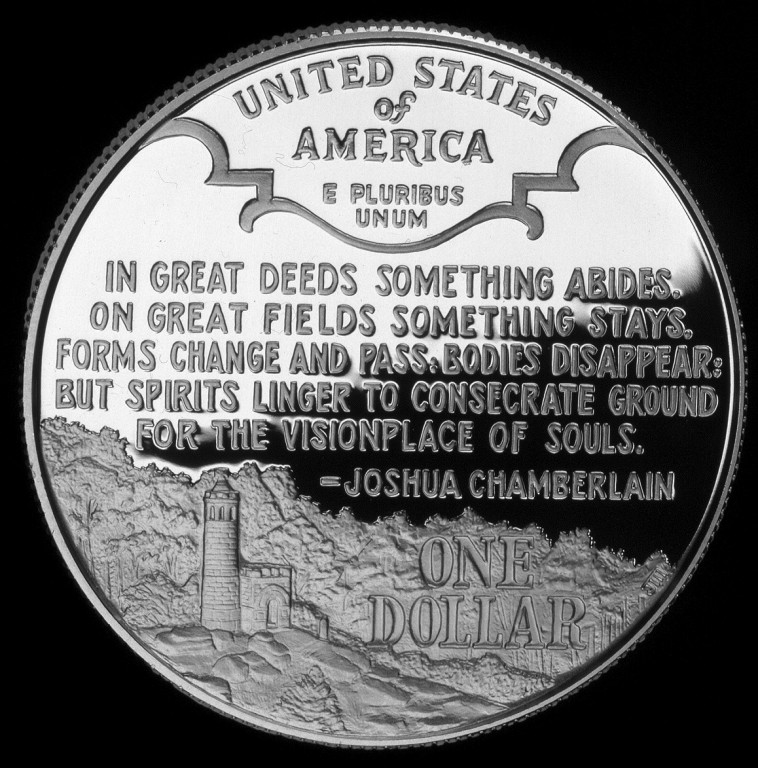
Ein-Dollar-Gedenkmünze von 1995 mit einem Zitat Chamberlains.

Als Rhetorikprofessor hatte Chamberlain eine besondere sprachliche Ausdrucksfähigkeit, die sich in zahlreichen seiner Werke und Reden zeigte. Einige Beispiele hierfür:
- Über die Sklaverei: „Wir sind nicht in diesen Kampf gegangen, um die Sklaverei direkt zu bekämpfen; wir dachten nicht daran, dieses Problem zu lösen, aber Gott, in seiner Vorsehung […] setzte es uns vor Augen und es flog beiseite wie durch einen Wirbelsturm.“[21]
- Über die Ermordung von Abraham Lincoln kurz nach der Kapitulation der Nord-Virginia-Armee: „Aber, inmitten allen Triumphes, in dieser Stunde des Jubels, diesem Tag der Stärke und Freude und Hoffnung, als unser Sternenbanner sich mit den Sternen des Himmels vereinigte, fiel es plötzlich auf halbmast, Dunkelheit erfüllte den Himmel und der Präsident der Vereinigten Staaten, mit seinem Herzen voll Versöhnung und Liebe und Vergebung wurde durch die Hand eines Attentäters niedergestreckt. Worte können nicht ausdrücken, mit welcher Reaktion diese Armee die Nachricht aufnahm.“[22]
- Anlässlich einer Rede in Gettysburg, 1889: „In großen Taten besteht etwas fort. Auf großen Feldern bleibt etwas zurück.“[23] (auch als Inschrift für eine US-Gedenkmünze aus dem Jahr 1995 gewählt).

### Fiktionale Literatur
Die hier aufgeführten Werke sind Romane, in denen Chamberlain eine herausragende Rolle spielt
- Michael Shaara: The Killer Angels. u. a. Birlinn Ltd, 2001, ISBN 1-84158-082-1, Erstveröffentlichung 1974
- Jeffrey Shaara: Gods and Generals. u. a. Ballantine Books, 1998, ISBN 0-345-42247-3, Erstveröffentlichung 1988
- Jeffrey Shaara: Last Full Measure. Ballantine Books, 1998, ISBN 0-345-40491-2.